# A Guerra dos Rocha
A Guerra dos Rocha é um filme de comédia brasileiro de 2008, dirigido por Jorge Fernando e estrelado por Ary Fontoura no papel de Dina Rocha, uma cômica idosa rejeitada pelos três filhos. O filme também conta com Diogo Vilela, Marcello Antony, Lúcio Mauro Filho, Giulia Gam, Taís Araújo, Aílton Graça, Ludmila Dayer e Nicette Bruno nos papéis principais.
Trata-se de um remake do filme argentino Esperando la Carroza (1985).

## Sinopse
Dina Rocha é uma engraçada e divertida velhinha que não tem para onde ir e que vive sendo rejeitada por seus três filhos: Marcos Vinicius, César e Marcelo. Ela vê seus filhos crescidos, bem-sucedidos e casados e, agora, para eles, ela é apenas um encosto. Mas o destino prepara uma cômica e hilária surpresa para essa família: de repente, os três filhos, preocupados com o sumiço da mãe, recebem uma notícia de que ela poderia ter sido atropelada por um caminhão. Entretanto, ela estava vivendo inúmeras aventuras ao lado de uma antiga amiga sua, a atrapalhada Nonô, afinal as duas estavam seqüestradas por dois meliantes. Porém, por trás desse pano de fundo cômico, existe uma lição de moral séria e dura.

## Elenco
- Ary Fontoura como Ondina "Dina" Rocha
- Nicette Bruno como Dinorá "Nonô" França
- Diogo Vilela como Marcos Vinícius Rocha
- Marcello Antony como César Rocha
- Lúcio Mauro Filho como Marcelo Rocha
- Giulia Gam como Júlia Rocha Marques
- Taís Araújo como Carolina "Carol" Rocha
- Aílton Graça como Marcondes
- Ludmila Dayer como Paola Rocha
- Cecília Dassi como Isabel "Bebel" Rocha
- Felipe Dylon como Felipe "Bilinho" França
- Ângelo Paes Leme como Curió
- Zéu Britto como Magrão
- Antônio Pedro como sr. Vicente
- Jorge Fernando como Cassiano França / Kassandra
- Ângela Bismarchi como Flávia
- Catarina Abdalla como Zenaide
- Berta Loran como Nair
- Lupe Gigliotti como Anita
- Duse Nacaratti como Leda
- Hilda Rebello como Neide
- Terezinha Elisa como Jurema
- Leina Krespi como Maria
- Tutuca como Saraiva
- Jaime Leibovitch como velho Saul
- Alexandre Zacchia como delegado
- Luciano Vianna como carteiro
- Marcelo Barros como repórter
- Ricardo Duque como policial
- Paulo Gustavo como funcionário do IML

## Ficha Técnica
- Produção Executiva: Iafa Britz, Maros Didonet, Vilma Lustosa, Walkiria Barbosa
- Baseado na obra de: Jacobo Langsner, "Esperando la Carroza"
- Produtor Delegado: Mariangela Furtado
- Roteiro: Maria Carmem Barbosa
- Montagem: Felipe Lacerda, João Paulo Carvalho, Fernando Vidor
- Diretor de Fotografia: Paulo Souza
- Direção de Arte: Alexandre Meyer
- Música: Guto Graça Mello
- Direção de Produção: Mariângela Furtado
- Som Direto: Zezé D’Alice
- Edição de Som: Luís Adelmo
- Mixagem: Marcos de Aguirre
- Efeitos Especiais: Marcelo Siqueira, ABC
- Maquiagem: Sergio Azevedo, Anderson Montes
- Figurino: Marília Carneiro, Rô Nascimento-->

## Recepção
Robledo Milani em sua crítica para o Papo de Cinema escreveu: "Há filmes ruins. Há aqueles péssimos. E há A Guerra dos Rocha. É preciso criar um novo ‘grau de ruindade’ para poder avaliar corretamente o terceiro longa dirigido por Jorge Fernando. Depois do mediano Sexo, Amor e Traição e do infantil Xuxa Gêmeas ele entrega agora uma obra amadora, indigna do elenco ou dos talentos envolvidos por trás das câmeras. É uma vergonha total, do início ao fim."